# Las Colonias de Hidalgo
Las Colonias de Hidalgo är en ort i Mexiko.   Den ligger i kommunen Huauchinango och delstaten Puebla, i den sydöstra delen av landet, 150 km nordost om huvudstaden Mexico City. Las Colonias de Hidalgo ligger 1 284 meter över havet och antalet invånare är 3 243.
Terrängen runt Las Colonias de Hidalgo är lite bergig. Runt Las Colonias de Hidalgo är det ganska tätbefolkat, med 192 invånare per kvadratkilometer. Närmaste större samhälle är Huauchinango, 8,5 km väster om Las Colonias de Hidalgo. I omgivningarna runt Las Colonias de Hidalgo växer i huvudsak blandskog.